# Círculo de Tessalit
Tessalit es una subdivisión administrativa (cercle o círculo) de la región de Kidal, en Malí. En abril de 2009 tenía una población censada de 15 955 habitantes y estaba formada por las siguientes comunas o municipios, que se muestran igualmente con población de abril de 2009:
- Adjelhoc 7,903
- Tessalit 5,583
- Timtaghène 2,469[1]